# Мигдалеподібне тіло

Мигдалеподібне тіло

Мигдалеподі́бне ті́ло, або мигда́лина (лат. corpus amygdaloideum), або амигдала — характерна ділянка мозку, одна із базальних ганглій, округле скупчення сірої речовини мигдалеподібної форми, розміщеної всере́дині кожної півкулі скроневої частки (lobus temporalis) головного мозку. Мигдалина пов'язується із формуванням емоцій, і є частиною лімбічної системи. Вважається, що в людей, а також у тварин ця підкоркова структура мозку бере участь у формуванні як негативних, так і позитивних емоцій. Її розмір позитивно корелює із агресивною поведінкою. Припускають що такі стани як тривога, аутизм, депресія і фобії пов'язані із ненормальним функціонуванням мигдалини.

## Анатомія

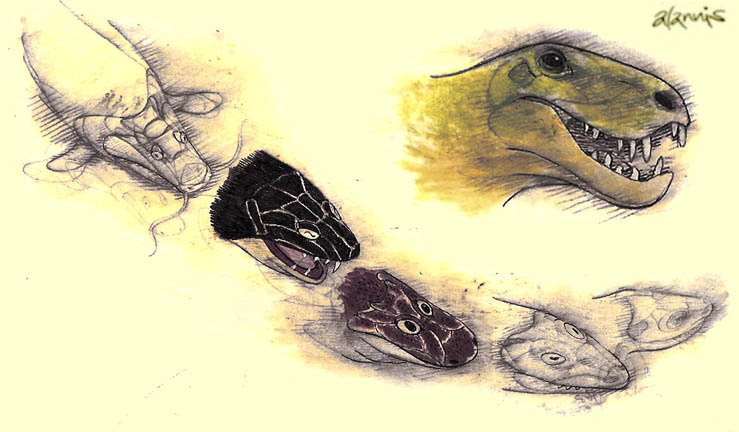
Від амфібій до амніот. Древні утворення мозку

Мигдалеподібне тіло, у людей являє собою мигдалеподібну групу взаємопов'язаних структур, що розміщуються над стовбуром головного мозку поблизу нижньої частини лімбічного кільця. До складу цих структур входять:
- базально-латеральний комплекс (лат. solateralis), пов'язаний з корою головного мозку, гіпокампом, гіпоталамусом, кінцевою смужкою, іншими частинами мозку, проте не має стосунку до нюхового мозку;
- центрально-медіальні ядра (лат. area amygdaloidea anterior) — група поблизу передньої продірявленої речовини, пов'язана із гіпоталамусом і ядрами стовбурового мозку. В цій ділянці закінчується латеральний нюховий тракт і починається діагональна стрічка (Брока);
- корково-медіальні ядра (нюхова структура) (лат. pars corticomedialis [olfactoria]) — розміщені у верхньомедіальній ділянці мигдалеподібного тіла, отримують волокна від нюхового тракту і беруть участь у формуванні кінцевої смужки.

Філогенетично мигдалеподібне тіло є древнім утворенням мозку, задатки якого виявляються ще у круглоротих, як самостійне ядро з'являється у земноводних і зберігається у всіх амніот. У ссавців розміщене у глибині скроневої частки, є однією з груп лімбічної системи. Мигдалеподібне тіло приймає сигнали від архі-, палео- і неокортекса, а також від гіпоталамуса.
Мигдалеподібне тіло людини значно більше у порівнянні із нашими найближчими родичами по еволюції — приматами.

## Функціонування
Нейрони мигдалини є різноманітними по формі, функціях і нейрохімічних процесах у них. Функції мигдалини пов'язані із забезпеченням оборонної поведінки, вегетативними, рухальними, емоційними реакціями, мотивацією умовнорефлекторної поведінки. Мигдалеподібне тіло реагує багатьма своїми ядрами на зорові, слухові, інтерцептивні, нюхові(підкірковий нюховий центр), шкіряні подразнення, при цьому реакція у мигдалині є полісенсорною, тобто подразнення викликає зміну активності будь-якого з ядер мигдалини.
Нейрони мають добре виражену спонтанну активність, яка може бути посилена чи ослаблена сенсорними подразненнями. Більшість нейронів є полімодальні і полісенсорні, і активуються синхронно із тета-ритмом. Подразнення ядер мигдалеподібного тіла викликає виражений парасимпатичний ефект на діяльність серцево-судинної, дихальної систем, призводить до пониження (зрідка повишенню) кров'яного тиску, зрідшенню серцевого ритму, виникненню аритмій, також можливе пригнічення дихання і кашель. При штучній активації мигдалин з'являються реакції принюхування, облизування, жування, ковтання, салівації, причому ефекти наступають із великим латентним періодом (до 30-45с після подразнення). Стимуляція мигдалин на фоні активних скорочень кишечника гальмує ці скорочення. Різноманітні ефекти подразнення мигдалин обумовлені їх зв'язком із гіпоталамусом, який регулює роботу внутрішніх органів.

## Роль у емоційності
Взаємозв'язок між мигдалиною, ретикулярними ядрами таламуса і орбітофронтальною корою визначають розумність і доцільність тих чи інших емоцій. Вчені спромоглися з'ясувати, які саме нейрофізіологічні властивості пов'язують емоції з увагою. Дослідники виявили напрями і контакти окремих аксонів, відростків нервових клітин що передають інформацію на наступний нейрон, які виходять із мигдалини і зосереджуються у ретикулярних ядрах таламуса, який займається первинною обробкою сигналів від чуттєвих органів. Сигнал, що передається від мигдалеподібного тіла до таламуса, надзвичайно потужний і приглушує інші імпульси, які могли б відволікти таламус від інформації по емоціях. Такий потужний канал зв'язку більш ніж важливий при виявленні загрози небезпеки. Скажімо, якщо в поле зору попадає велика змія, то імпульс страху із мигдалеподібного тіла повинен приглушити всі інші. Надмірна тривожність може бути наслідком непомірної активації провідного шляху між мигдалиною і таламусом, коли абсолютно все, що відбувається навкруги, сприймається як потенційна небезпека. І навпаки, при депресії цей зв'язок може бути ослаблений настільки, що людина перестає будь-що помічати.
Мигдалеподібне тіло є відомим як «зона страху», хоча бере участь у формуванні всіх емоцій. Страх — одна з найсильніших емоцій не тільки у людини, а й у інших ссавців. Вченим вдалося довести, що за роботу вроджених і розвиток придбаних форм страху відповідає білок статмін, найбільша концентрація якого спостерігається у мигдалеподібному тілі. Нестача цього білка призводить до ослаблення тривалих синаптичних зв'язків між нейронами на ділянках нервових мереж, що йдуть до мигдалеподібного тіла.

## Новітні дослідження
Мигдалеподібне тіло відповідальне за відчуття комфорту і персонального простору людини; встановлено що для активації мигдалин достатньо лише самої думки, незалежно від того, порушений персональний простір чи ні, тож людина сама здатна обирати свою міру комфорту. Дослідженнями встановлено, що пошкодження мигдалеподібних тіл є причиною зникнення страху в людини і спроможності виявляти потенційну небезпеку. Зменшені розміри мигдалеподібного тіла спостерігаються у злочинців і людей із неврівноваженою психікою.

## Патології
До недавнього часу вважалося, що у пацієнтів, мигдалеподібне тіло яких виявилося зруйновано внаслідок хвороби Урбаха-Віте, спостерігається повна відсутність страху.
 Проте новітні дослідження показали, що налякати таких людей все-таки можна, використовуючи для цього інгаляцію повітря з високим вмістом вуглекислого газу (бл. 35 %). Але можливо це лише інстинкт самозбереження обумовлений нестачою кисню, на що реагують інші ділянки мозку (тобто з'являються «емоції» паніки, а не страху).
- Безстрашність. Особистість 44-річної матері трьох дітей, яку автори називають SM, не розкривається. Рідкісне генетичне порушення — хвороба Урбаха-Віте — повністю знищило мигдалеподібні тіла її мозку. Випадок SM вивчається вже близько двадцяти років. Відомо, наприклад, що ця жінка не може впізнати вираз страху на обличчі людини і намалювати перелякане обличчя. У 1995 році був проведений найпростіший експеримент, в якому поява синього квадрата на екрані супроводжується гучним звуком; звичайна людина починає відчувати страх при вигляді цього квадрата, тоді як SM зберігала спокій. В журналі Nature Neuroscience опублікована стаття, що містила відомості про те, що SM, підходячи дуже близько до іншої людини, відчуває себе цілком комфортно, хоча їй і знайоме поняття особистого простору. У пацієнтки, зауважимо, немає ніяких проблем з пам'яттю і розумовим розвитком. Їй доступний весь спектр звичайних людських емоцій. У своїй новій роботі автори спробували довести, що відчувати страх SM таки не може. У рамках тестування жінці демонстрували фрагменти з «Мовчання ягнят», «Відьми з Блер», «Сяйва», «Дзвінка» та деяких інших фільмів; вона зазначила, що більшості людей ці фрагменти, ймовірно, здалися б страшними, але їй самій було просто цікаво. Потім SM привели в покинутий туберкульозний санаторій Waverly Hills, де напередодні Дня всіх святих влаштовуються спеціальні вистави, які повинні налякати відвідувачів. Методи використовуються самі прості, але дієві: за описом вчених, п'ятеро жінок, які супроводжували SM, зойкали від жаху, але на випробувану все побачене не справило особливого враження. SM також стверджувала, що ненавидить змій і павуків. У зоомагазині вона, однак, довго тримала на собі одну із змій і була готова доторкнутися до більш великих і небезпечних тварин і павуків-птахоїдів. Коли її запитали, чому вона так спокійно реагує на ненависних нею плазунів, жінка зізналася, що її просто охопила цікавість. «За відсутності мигдалеподібного тіла „сигнал тривоги“ в мозку, вочевидь, не спрацьовує, — міркує учасник дослідження Джастін Фейнстейн, що представляє Університет Айови. — Ця жінка прекрасно розуміє, чого слід остерігатися, але не дотримується заборони. Дивно, що вона ще жива». У минулому SM і справді було багато неприємних ситуацій: вона живе в бідному районі, і їй неодноразово погрожували, а одного разу мало не вбили. При цьому єдині її спогади, пов'язані зі страхом, відносяться до раннього дитинства — того періоду, коли мигдалеподібні тіла ще не були пошкоджені. Деякі фахівці вважають нові дані дуже ненадійними, припускаючи, що SM може — свідомо чи ні — коректувати поведінку й оцінки своїх емоцій, щоб відповідати очікуванням авторів. За словами співробітниці Нью-Йоркського університету Елізабет Фелпс, яка також працювала з людьми, у яких функції мигдалеподібних тіл були порушені, здатність відчувати страх у її пацієнтів зберігалася. «Мені здається, колеги поспішають з висновками, — говорить пані Фелпс. — Втім, відмінності можуть бути обумовлені тим, що мигдалеподібні тіла відмовляють у різному віці». Крім того, у SM вражені не тільки мигдалеподібні тіла, а й деякі інші області мозку. Можливо, саме це робить її випадок унікальним.